# Andrea Minguzzi
Andrea Minguzzi (né le 1er février 1982 à Castel San Pietro Terme) est un lutteur italien, spécialiste de lutte gréco-romaine, catégorie moins de 84 kg.

## Biographie
Andrea Minguzzi remporte le titre olympique lors des Jeux olympiques de 2008 à Pékin.